# Masato Fukui
Masato Fukui (福井 理人 Fukui Masato?, nacido el 14 de noviembre de 1988 en Tottori) es un futbolista japonés que se desempeñaba como delantero.

## Trayectoria

### Clubes
| Club                | País       | Año         |
| ------------------- | ---------- | ----------- |
| Gainare Tottori     | Japón      | 2011 - 2012 |
| Home United FC      | Singapur   | 2012 - 2013 |
| FK Sutjeska Nikšić  | Montenegro | 2013 - 2015 |
| KF Tirana           | Albania    | 2015 - 2016 |
| KF Skënderbeu Korçë | Albania    | 2016 - 2017 |
| FC Kamza            | Albania    | 2017 -      |

## Estadística de carrera

### J. League
| Club            | Año   | J. League | J. League | Copa J. League | Copa J. League | Total | Total |
| Club            | Año   | Part.     | Goles     | Part.          | Goles          | Part. | Goles |
| --------------- | ----- | --------- | --------- | -------------- | -------------- | ----- | ----- |
| Gainare Tottori | 2011  | 11        | 3         | -              | -              | 11    | 3     |
| Gainare Tottori | 2012  | 27        | 2         | -              | -              | 27    | 2     |
| Total           | Total | 38        | 5         | 0              | 0              | 38    | 5     |